# Plastic Little
Plastic Little (プラスチックリトル?, Purasutikku Ritoru) è un manga di Kinji Yoshimoto, con i disegni di Satoshi Urushihara, pubblicato nel 1994, dalla Gakken, e adattato nello stesso anno in un OAV, prodotto dalla KSS. L'anime è stato adattato in lingua italiana dalla Yamato Video, mentre l'edizione italiana del manga, curata da Planet Manga, etichetta della Panini Comics, è stata pubblicata il 7 giugno 1998.

## Trama
La giovane ed innocente Elyse è inseguita dall'esercito in quanto unica testimone di un progetto militare segreto che veniva portato avanti da suo padre, preventivamente assassinato. Elyse stringe amicizia con Teeta ed i suoi amici, che si offrono di fornirle protezione e riparo all'interno del sottomarino Cha Cha Maru, di cui Teeta è capitano, finendo per rimanere coinvolti in un piano imperialistico molto più grande di loro.

## Doppiaggio
L'edizione italiana è a cura di Yamato Video. Il doppiaggio italiano è stato eseguito presso DDE Divisione Doppiaggio Edizioni di Milano sotto la direzione di Sergio Masieri.
| Personaggi                    | Doppiatori Originali | Doppiatori Italiani |
| ----------------------------- | -------------------- | ------------------- |
| Titaniva Mu Koshigaya (Teeta) | Yuriko Fuchizaki     | Monica Bonetto      |
| Elyse Aldomordish             | Hekiru Shiina        | Lara Parmiani       |
| Joshua L. Balboa              | Norio Wakamoto       | Massimiliano Lotti  |
| Nichol Hawking                | Kappei Yamaguchi     | Gualtiero Scola     |
| Gaizel                        | Hiroshi Naka         | Luca Semeraro       |
| Roger                         | Ryūsei Nakao         | Felice Invernici    |
| May Lin Jones                 | Keiko Yokozawa       |                     |
| Mikhail Diagilev              | Chikao Ōtsuka        |                     |